# Ryszard Frelek

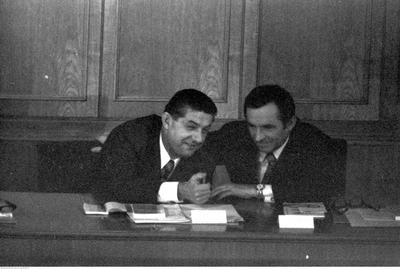
Jerzy Łukaszewicz (z lewej) i Ryszard Frelek w Prezydium I Krajowej Konferencji PZPR, październik 1973

Ryszard Jan Frelek (ur. 30 maja 1929 w Parysowie, zm. 21 października 2007) – polski komunistyczny działacz polityczny z czasów PRL, pisarz, scenarzysta filmowy, profesor, nauczyciel akademicki zajmujący się stosunkami międzynarodowymi, badacz historii dyplomacji, z ramienia PZPR poseł na Sejm PRL VI i VII kadencji, sekretarz Komitetu Centralnego PZPR w latach 1975–1980. Budowniczy Polski Ludowej.

## Życiorys
Syn Franciszka i Stanisławy. Absolwent Akademii Nauk Politycznych, Szkoły Głównej Gospodarstwa Wiejskiego w Warszawie oraz Wyższej Szkoły Nauk Społecznych przy KC PZPR.
Od 1947 do 1948 był referendarzem w Naczelnym Zarządzie Państwowych Gospodarstw Rolnych. W latach 1948–1962 pracował w Polskiej Agencji Prasowej (od 1957 do 1959 jako korespondent w Indiach, w pozostałych okresach jako redaktor). Od 1950 był kandydatem do komunistycznej Polskiej Zjednoczonej Partii Robotniczej. W 1953 został jej członkiem. W latach 1962–1968 pracował w Komitecie Centralnym PZPR jako starszy instruktor. Od 1962 do 1980 pracował równocześnie na Uniwersytecie Warszawskim. Od 1962 był członkiem Ogólnopolskiego Komitetu Pokoju. Od 1969 do 1971 pełnił funkcję dyrektora Polskiego Instytutu Spraw Międzynarodowych. Od 27 kwietnia 1971 do 13 grudnia 1977 był kierownikiem Wydziału Zagranicznego KC PZPR, a od 1 grudnia 1971 do 12 grudnia 1975 członkiem Sekretariatu KC PZPR, a następnie do 14 lutego 1980 sekretarzem KC PZPR. Członkiem KC był od 11 grudnia 1971 do lipca 1981. W latach 1972–1980 pełnił mandat posła na Sejm PRL. W latach 1980–1981 był ambasadorem PRL przy Organizacji Narodów Zjednoczonych w Nowym Jorku. 
Następnie do 1988 przebywał na rencie, będąc zarazem profesorem na pół etatu w Akademii Nauk Społecznych. W 1988 był radcą w ambasadzie PRL w Atenach. 
Na początku lat 90. wykładał w amerykańskim Bard College, później w Wyższej Szkole Biznesu i Administracji w Warszawie oraz w warszawskiej Szkole Głównej Handlowej.
Od 2004 do dnia śmierci pełnił funkcję rektora Toruńskiej Szkoły Wyższej, gdzie prowadził wykłady na kierunku Stosunki międzynarodowe. Ostatnią książkę Dzieje dyplomacji ukończył na kilka miesięcy przed śmiercią.
26 października 2007 został pochowany na Cmentarzu Katedralnym w Sandomierzu.
Pisał o najnowszej historii Polski. Współautor, wspólnie z Włodzimierzem T. Kowalskim, przygotowanego dla Telewizji Polskiej spektaklu dokumentalnego Przed burzą, poświęconego tej problematyce i szeroko wówczas dyskutowanego. Był autorem prac z zakresu stosunków międzynarodowych oraz Najkrótszej historii dyplomacji. Napisał też powieści, scenariusze filmowe (m.in. Polonia Restituta, Rzeczypospolitej dni pierwsze, Album Polski) i sztuki teatralne. W latach 70. i 80. był autorem i współautorem seriali telewizyjnych: Poczdam, Przed burzą, Sprawa polska 1944 oraz Jałta.
Protektor i przyjaciel Ryszarda Kapuścińskiego.

## Filmografia
Scenarzysta
- 1970 – Album polski
- 1980 – Dzień Wisły
- 1985 – Kwestia wyboru
- 1985 – Jesienią o szczęściu
- 1988 – Zakole
- 1988 – Rzeczpospolitej dni pierwsze

Autor spektakli telewizyjnych
- 1972 – Poczdam
- 1974 – Sprawa polska 1944
- 1977 – Przed burzą
- 1985 – Wczesny lot żurawi
- 1988 – Jałta 1945
- 1988 – Śmierć Adama Zawiszy

Konsultant
- 1981 – Polonia Restituta (film) / Polonia Restituta (serial)

## Nagrody
Za osiągnięcia filmowe w 1978 otrzymał nagrodę „Złoty Ekran” w kategorii: Widowisko artystyczne za cykl widowisk Teatru Telewizji pt. Przed burzą oraz nagrodę Przewodniczącego Komitetu ds. Radia i Telewizji zespołowa I stopnia za seryjne widowisko telewizyjne pt. Przed burzą.

## Odznaczenia
- Order Budowniczych Polski Ludowej (1979)[4]
- Order Sztandaru Pracy I klasy
- Krzyż Kawalerski Orderu Odrodzenia Polski
- Złoty Krzyż Zasługi
- Srebrny Krzyż Zasługi
- Medal 30-lecia Polski Ludowej (1974)[5]
- Odznaka honorowa „Za Zasługi w Rozwoju Województwa Koszalińskiego” (1974)[6]
- Odznaka „Za zasługi dla rozwoju prasy polskiej i Stowarzyszenia Dziennikarzy Polskich” (1974)[7]
- Krzyż Wielki Orderu Infanta Henryka (Portugalia, 1976)[8]
- Medal 90-lecia urodzin Georgi Dymitrowa (Bułgaria, 1972)[9]
- Medal 50-lecia Komunistycznej Partii Czechosłowacji (Czechosłowacja, 1971)[10]
- Medal 30-lecia wyzwolenia Czechosłowacji przez Armię Radziecką (Czechosłowacja, 1975)[11]
- Medal jubileuszowy „W upamiętnieniu 100-lecia urodzin Władimira Iljicza Lenina” (ZSRR, 1970)[12]
- Medal jubileuszowy „Trzydziestolecia zwycięstwa w Wielkiej Wojnie Ojczyźnianej 1941–1945” (ZSRR, 1975)[13]
- Medal „20-lecia Światowej Rady Pokoju” (1969)[14]
- inne odznaczenia